# Le Cerveau de Spock
Le Cerveau de Spock (Spock's Brain) est le premier épisode de la troisième saison de la série télévisée Star Trek. Il fut diffusé pour la première fois le 20 septembre 1968 sur la chaîne américaine NBC.
L'Enterprise subit un raid par une force alien qui vole le cerveau de Spock.

## Distribution

### Acteurs principaux
- William Shatner — James T. Kirk (VF : Yvon Thiboutot)
- Leonard Nimoy — Spock (VF : Régis Dubost)
- DeForest Kelley — Leonard McCoy
- James Doohan — Montgomery Scott
- George Takei — Hikaru Sulu
- Nichelle Nichols — Uhura
- Walter Koenig — Pavel Chekov

### Acteurs secondaires
- Majel Barrett - Infirmière Christine Chapel
- Marj Dusay - Kara
- Sheila Leighton - Luma
- James Daris - Morg
- William Blackburn - Hadley
- Fred Carson - Deuxième créature
- Frank da Vinci - Lieutenant Brent
- Roger Holloway - Lieutenant Lemli
- Pete Kellett - Troisième créature
- Jeannie Malone - Yeoman
- Eddie Paskey - Lieutenant Leslie

## Résumé
L'Enterprise découvre un mystérieux signal venant d'un vaisseau inconnu à la technologie avancée. Une femme mystérieuse se téléporte à bord de l'Enterprise et endort l'équipage. Elle semble particulièrement intéressée par Spock. Lorsque l'équipage se réveille, le Docteur McCoy découvre Spock sur un lit dans l'infirmerie du vaisseau. Apparemment, quelqu'un lui a retiré son cerveau, mais le corps de Spock peut encore survivre vingt-quatre heures.
Le capitaine Kirk prend en chasse le vaisseau en suivant sa trace ionique et arrive dans le système de Sigma Draconis. Là, ils ne trouvent que des planètes qui ne sont pas assez avancées pour maîtriser la propulsion ionique. Détectant de la chaleur sur une planète de glace sur Sigma Draconis VI, il finit par s'y téléporter avec une petite équipe d'exploration. Là, ils sont attaqués par des êtres primitifs qui les prennent pour "les autres". Ils capturent l'un d'entre eux et le questionnent : l'homme dit qu'il est un "Morg" et qu'il a peur d'êtres supérieurs capables de donner le "plaisir et la douleur." Le Docteur McCoy se téléporte avec le corps de Spock qu'il téléguide grâce à un dispositif posé sur son crâne. Tous découvrent, à l'intérieur d'une ville en ruine, un ascenseur qui plonge vers les profondeurs de la planète.
Ils arrivent dans une sorte de station souterraine où ils tombent sur une femme nommée Luma. Celle-ci ne sait rien et semble avoir les capacités intellectuelles d'une jeune enfant. Ils reçoivent via leur communicateur, une transmission du cerveau de Spock qui leur demande où ils se trouvent. Ils sont appréhendés dans les couloirs par Kara, la femme qui s'était téléportée sur le pont de l'Enterprise. Elle est la chef des Eymorgs, un peuple constituant le pendant féminin des Morgs. Ils capturent l'équipe d'exploration et placent sur eux des ceintures qu'ils ne peuvent enlever et qui leur infligent des douleurs sur commande. Toutefois, ils se rendent compte que les Eymorgs sont peu intelligentes et que Kara ne sait même pas ce qu'est un cerveau.
Ils réussissent à s'échapper et atteignent le "contrôleur" de la cité, une immense machine chargée de faire fonctionner les infrastructures souterraines. Ils découvrent alors que celle-ci fonctionne grâce au cerveau de Spock. Les Eymorgs s'en sont emparé après que Kara ait découvert le "professeur", une machine permettant de lui offrir le "savoir des anciens." Toutefois ce savoir ne dure pas et s'efface au bout de quelques heures. Ils utilisent la machine sur Kara, mais celle-ci refuse de les aider, arguant que leur cité fonctionne grâce au cerveau.
Le Docteur McCoy utilise la machine à son tour, ce qui lui permet d'avoir le savoir nécessaire pour opérer Spock. Toutefois au milieu de l'opération, la machine commence à ne plus faire effet et il commence à oublier comment opérer. Kirk lui ordonne de redonner à Spock l'usage de ses cordes vocales. Ainsi, le vulcain peut l'aider à finir l'opération en lui expliquant ce qu'il faut qu'il fasse. Kirk discute avec Kara et lui explique que son peuple doit rejoindre celui des Morgs afin de s'unifier et de commencer leur évolution.

### Continuité
- L'épisode Les Sept Ferengis de la série dérivée Star Trek: Deep Space Nine voit l'utilisation d'un appareil similaire à celui utilisé par McCoy dans cet épisode.

## Production

### Écriture
À l'époque, la série Star Trek devait être annulé après sa deuxième saison, mais une campagne de protestation par lettre organisée par les fan convint la NBC de lancer une troisième saison. Ils décident donc de commencer avec ce qu'ils pensaient être un pur épisode de science fiction. Toutefois, le créateur de la série, Gene Roddenberry est remplacé par Fred Freiberger connu pour avoir travaillé sur la série Perdus dans l'espace
L'épisode fut écrit par le producteur Gene L. Coon sous le pseudonyme de Lee Cronin et proposée au cours du mois de mars 1968. Une rumeur raconte qu'il aurait écrit un script volontairement mauvais afin de saborder la venue de Freiberger sur la série. L'histoire y était sensiblement différente, ainsi le cerveau de Spock devait être volé alors qu'il explorait un astéroïde avec Kirk et McCoy, les antagonistes venaient de la planète "Nefel" et se nommées les "Nefelese", le cerveau de Spock entrait en stase, McCoy apprenait tout seul les techniques chirurgicales avancées de la planète et Spock devaient se retrouver avec des effets secondaires du rebranchement de son cerveau.
L'épisode fut réécrit au cours des mois d'avril et de mai par Fred Freiberger puis au cours de juin par Arthur Singer. L'idée de faire réintégrer le cerveau de Spock par le Docteur McCoy à la suite d'une opération chirurgicale fut suggérée par le coproducteur Robert H. Justman qui trouvait que cela rendrait moins absurde la fin de l'épisode.

### Tournage
Le tournage eut lieu du 8 au 15 juillet 1968 au studio de la compagnie Desilu sur Gower Street à Hollywood, sous la direction du réalisateur Marc Daniels. Il s'agit du dernier épisode réalisé par Marc Daniels pourtant un vétéran de la série. Celui-ci estimait que le budget au rabais de cette nouvelle saison ne lui permettait pas de faire du travail correct.

### Post-production
La musique de cet épisode fut composée par Fred Steiner et enregistrée le 26 août 1968. Cette bande originale sera réutilisée plusieurs fois au cours de la saison.

## Diffusion et réception critique

### Diffusion américaine
L'épisode fut retransmis à la télévision pour la première fois le 20 septembre 1968 sur la chaîne américaine NBC en tant que premier épisode de la troisième saison.

### Diffusion hors États-Unis
L'épisode fut diffusé au Royaume Uni le 13 octobre 1971 sur BBC One.
En version francophone, l'épisode fut diffusé au Québec en 1971. En France, l'épisode est diffusé le 17 juillet 1986 lors de la rediffusion de l'intégrale de Star Trek sur La Cinq.

### Réception critique
L'épisode est considéré comme l'un des plus mauvais de la série aussi bien par les fans que par l'équipe de production. William Shatner estime qu'il s'agit du pire épisode de la série et trouve que c'est un "hommage" à la NBC qui a amputé le budget de la série et placée à une case horaire piteuse,. Leonard Nimoy a écrit dans son livre auto-biographique I am Spock en 1995 qu'il se sentait gêné durant l'intégralité du tournage de l'épisode, un sentiment qu'il dit avoir connu plusieurs fois durant le tournage de la troisième saison.
Dans un classement pour le site Hollywood.com Christian Blauvelt place cet épisode à la 78e position sur les 79 épisodes de la série originelle trouvant que l'épisode est symptomatique de ce que la NBC va faire avec la série, mettant Roddenberry à l'écart et prenant des décisions stupides. Pour le site The A.V. Club Zack Handlen donne à l'épisode la note de D trouvant que l'épisode est mal écrit et répétitif. Il trouve aussi la réalisation mauvaise même s'il estime que l'épisode possède un cachet comique de série B..
Le livre Star Trek 101 le place comme étant le plus mauvais épisode de la série et dans le livre What Were They Thinking? The 100 Dumbest Events in Television History, listant les 100 moments les plus stupides de l'histoire de la télévision, David Hofstede place cet épisode à la 71e place.

### Hommages
Le groupe de rock Phish a enregistré une chanson nommée "Spock's Brain".
En 2004, une version théâtrale du script de cet épisode fut joué à Irvine en Californie.
Une comparaison avec les événements de cet épisode furent faites par les professeurs d'économies Tyler Cowen et Alex Tabarrok dans leur livre Modern Principles: Microeconomics. 

## Adaptation littéraire
L'épisode fut romancé sous forme d'une nouvelle de 30 pages écrite par l'auteur James Blish dans le livre Star Trek 8, un recueil compilant différentes histoires de la série et sorti en novembre 1972 aux éditions Bantam Books. Dans cette version, il est expliqué que McCoy est le seul à pouvoir utiliser le « professeur » parce qu'il a lui-même déjà des notions de médecine.

## Éditions commerciales
Aux États-Unis, l'épisode est disponible sous différents formats. En 1988 et 1990, l'épisode est sorti en VHS et Betamax. L'épisode sortit en version remastérisée sous format DVD en 2001 et 2004.
L'épisode connu une nouvelle version remasterisée sortie le 9 juin 2007 : l'épisode fit l'objet de nouveaux effets spéciaux, notamment les plans de l'Enterprise, du vaisseau à propulsion ionique et de la planète Sigma Draconis VI vus de l'extérieur qui seront refait à partir d'images de synthèse. Cette version est comprise dans l'édition Blu-ray, diffusée en décembre 2009.
En France, l'épisode fut disponible avec l'édition VHS de l'intégrale de la saison 3 en 2000. L'édition DVD est sortie en 2004 et l'édition Blu-ray le 22 décembre 2009.